# غزلان (الرقة)
غزلان قرية سورية تتبع ناحية سلوك في منطقة تل أبيض في محافظة الرقة. بلغ عدد سكانها 140 نسمة في عام 2004 حسب إحصاء المكتب المركزي للإحصاء.